# Arthur Butler (6e marquis d'Ormonde)
James Arthur Norman Butler, 6e marquis d'Ormonde, (25 avril 1893 - 1971) est un pair britannique. Il est le fils de Arthur Butler (4e marquis d'Ormonde).

## Jeunesse
James Arthur Norman Butler est né le 25 avril 1893, fils de Lord et Lady Arthur Butler.
Au moment de sa naissance, son père Arthur Butler est le frère aîné survivant de James Butler, 3e marquis d'Ormonde. Sa mère est née Ellen Stager, fille du général d'Union Anson Stager (en), un millionnaire américain.
Il sert pendant la Première Guerre mondiale (1914-1918). Il est décoré de la Croix militaire en 1918. Il est nommé gentleman d'armes en 1936. Ormonde combat pendant la Seconde Guerre mondiale (1940-1945). Il occupe le poste de lieutenant-adjoint du Kent entre 1952 et 1955. Il est grand intendant de Wokingham à partir de 1956. Il est nommé Commandeur de l'Ordre royal de Victoria en 1960. Ormonde est le 30e majordome en chef héréditaire d'Irlande.
Lord Ormonde atteint le grade de lieutenant-colonel et commande son régiment, le 17/21st Lancers.
Il succède à son frère James George Butler en 1949.

## Transfert du château de Kilkenny
En 1935, le frère d'Arthur, George, prend la décision de quitter le siège ancestral de la famille, le château de Kilkenny, en raison du coût croissant des impôts et de l'entretien du château. Lors de son accession au marquisat, Arthur et sa famille vivent à Gennings Park, la maison de sa mère, Ellen douairière marquise d'Ormonde. Après la mort d'Ellen en 1951, Arthur vend Gennings et achète Cantley Lodge dans le Berkshire.
En 1967, Arthur vend le château de Kilkenny au comité de restauration du château de Kilkenny pour la somme nominale de 50 £. Le château s'est détérioré pendant de nombreuses années, et une grande partie du contenu et des œuvres d'art ont été vendues par son frère George et sa nièce Moyra, de sorte que de nombreuses pièces sont restées nues et vides pendant des années.

## Mariage et enfants
Il épouse Jessie Carlos Clarke, fille de Charles Carlos Clarke, un célèbre agent de change londonien, le 26 janvier 1924. Ils ont deux filles :
- Jane Butler (née le 9 janvier 1925, décédée le 22 octobre 1992) épouse Peter Heaton
  - Mark Heaton (né en 1948)
- Martha Butler (née le 14 janvier 1926, décédée le 12 août 2010) épouse Ashley Charles Ponsonby, 2e baronnet
  - Charles Ashley Ponsonby, 3e baronnet (né en 1951)
  - Rupert Spencer Ponsonby (né en 1953)
  - Luke Arthur Ponsonby (né en 1957)
  - John Piers Ponsonby (né en 1962)

Sa fille aînée, Jane Butler est une beauté renommée et une hôtesse célèbre. En 1943, elle rejoint le WRNS et est sélectionnée pour aller à Stanmore, où elle travaille avec le groupe de décryptage allemand qui exploite les machines Enigma. En 1945, elle épouse Peter Heaton, greffier à la Chambre des Lords, et vit dans une maison de Ralston Street, Chelsea. Elle a un fils, Mark Heaton, né en 1948. Elle divorce de Peter Heaton en 1952.
Sa fille cadette, Martha Butler, est infirmière pendant la Seconde Guerre mondiale. Elle épouse Ashley Charles Gibbs Ponsonby, 2e baronnet en 1950. Elle a quatre fils.
En 1967, il vend le siège principal de sa famille, le Château de Kilkenny, à la ville de Kilkenny pour une somme symbolique de 50 £. Comme il n'a pas d'héritier mâle, les titres sont allés à un cousin, Charles Butler (7e marquis d'Ormonde).